# کاراشار (گوینوجک)
کاراشار (به ترکی استانبولی: Karaşar) یک منطقهٔ مسکونی در ترکیه است که در گوینوجک واقع شده‌است.